# Charles Barry Weitzenberg
Charles Barry Weitzenberg (ur. 30 września 1946 w Palo Alto) – amerykański piłkarz wodny, zdobywca brązowego medalu z drużyną na Letnich Igrzyskach Olimpijskich w Monachium.
Brał również udział w igrzyskach olimpijskich w 1968 w Meksyku, gdzie zajął 5. miejsce. Złoty medalista igrzysk panamerykańskich w Winnipeg w 1967 i w Cali w 1971.